# Břetislav Kafka

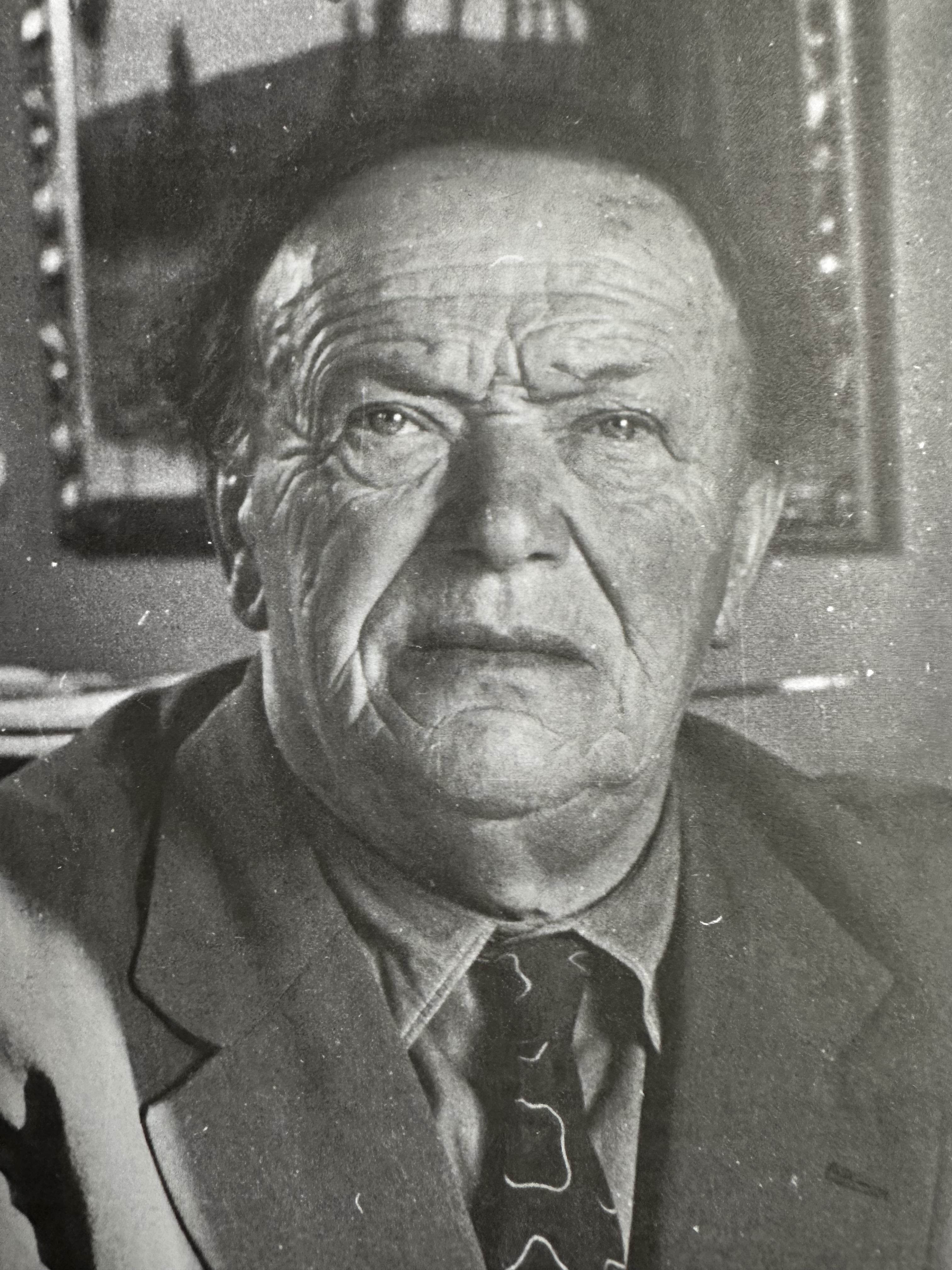
Břetislav Kafka

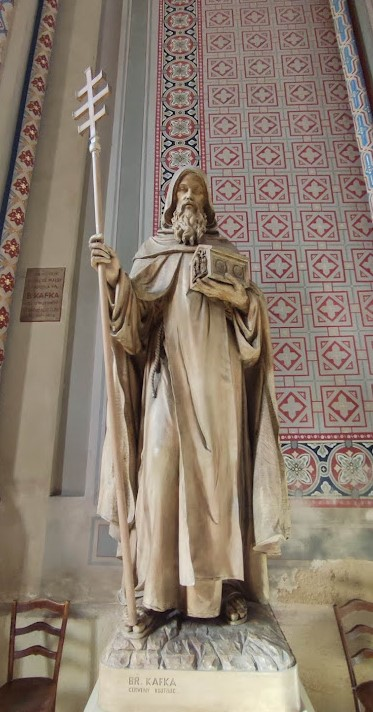
Socha sv. Cyrila, kostel sv. Cyrila a Metoděje v Karlíně, 1934

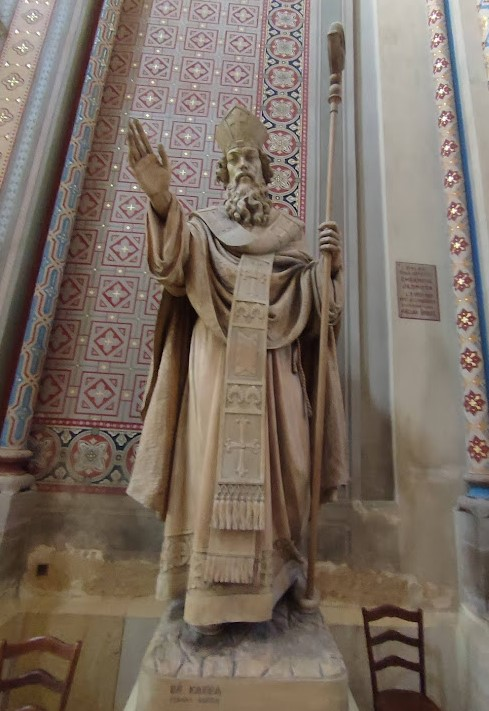
Socha sv. Metoděje, kostel sv. Cyrila a Metoděje v Karlíně, 1934

Břetislav Kafka (14. května 1891, Horní Kostelec – 27. srpna 1967) byl český sochař, řezbář, známý hlavně jako hypnolog, léčitel a badatel v oblasti parapsychologie.

## Rodina a původ
Pocházel z kovářské rodiny; jeho děd byl čtyřicet let panským kovářem šlechtického rodu Schaumburgů z Lippe v Ratibořicích, jeho otec Rudolf byl v celém okolí uznávaný kovář, který v mládí sloužil jako podkovář v rakouské armádě. V armádě sloužil jako kovář a podkovář i během první světové války, kde však onemocněl prudkým zápalem plic, pročež byl propuštěn domů jako válečný invalida. Břetislav měl celkem osm sourozenců, z nichž dva zemřeli v útlém věku. Rodina Kafkových byla velmi silně nábožensky založena, což velmi výrazným způsobem formovalo jeho osobnost, stejně jako prostředí, kde prožil většinu svého života – kraj pod Krkonošemi a Orlickými horami byl po staletí pověstný četnými „mudrlanty a duchaři“, dařilo se v něm spiritismu, a Kafka se tak stal, podle tvrzení v knize Svítání v duši Břetislava Kafky, jedním z předních představitelů tamějších duchovních proudů.

### Mládí
Základní školu absolvoval ve svém rodišti Červeném Kostelci. Ve čtrnácti letech byl dán do učení na kovářství u svého otce, po dvou letech byl kvůli svým slabým tělesným dispozicím dán do učení na řezbáře. Po vyučení krátce pracoval v Hradci Králové, poté dostal nabídku nastoupit u akademického sochaře F. V. Buka v Praze, kde pobyl asi půl roku. Brzy na to začal studovat sochařskou školu v Hořicích, kde se naučil sekat do kamene, i když musel pro nedostatek financí nastoupit jako tzv. volontér (dobrovolný nehonorovaný pracovník, připravující se na profesi kameníka. Asi po roce a půl byl pozván, aby vytesal hlavy kamenných chrličů při stavbě Těšnovské přehrady.

## Sochařské dílo

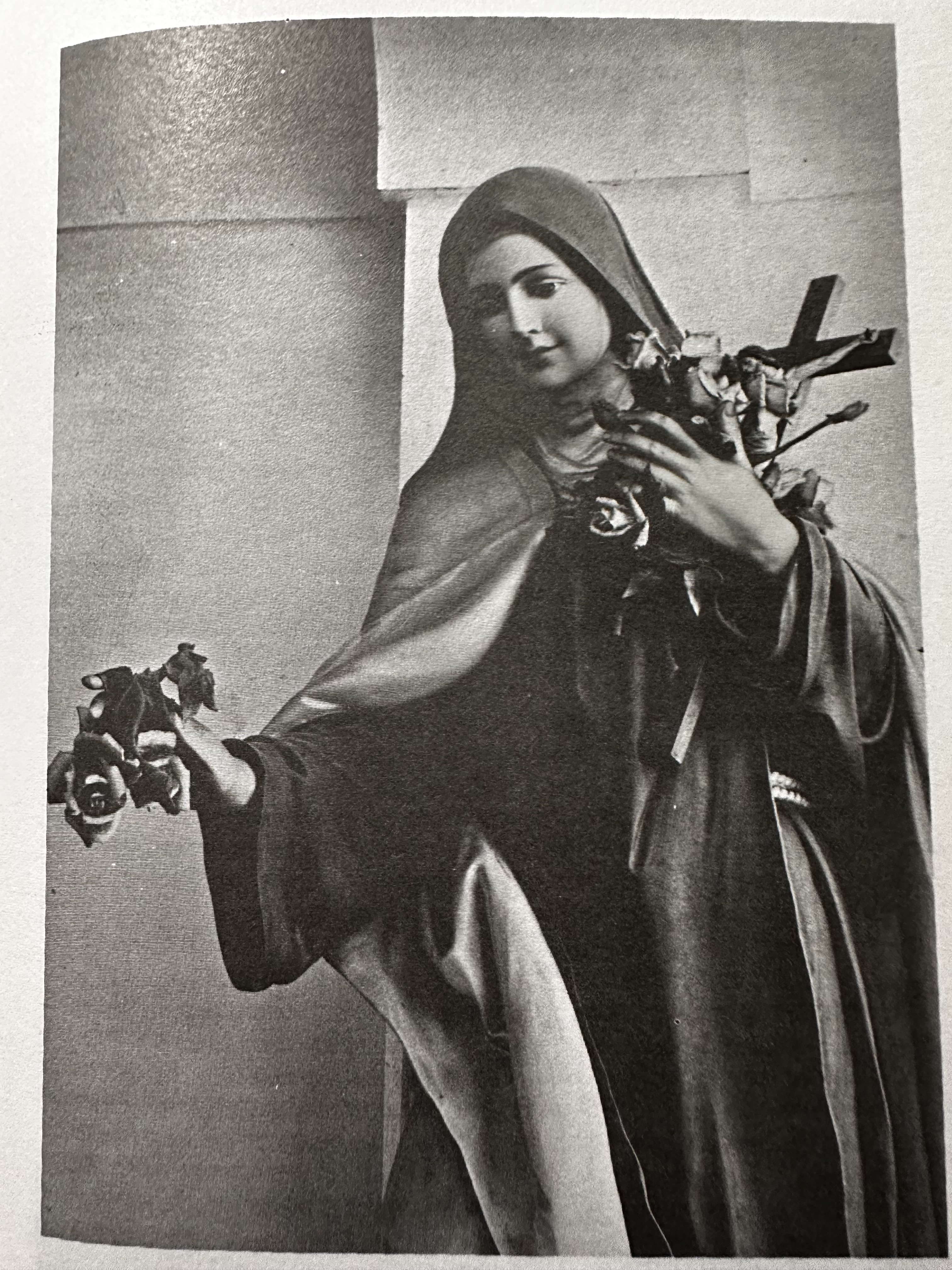
Socha svaté Terezie (polychromované dřevo, 1932)

Pro sochařskou, řezbářskou a loutkářskou tvorbu a pozlacování Břetislav Kafka roku 1918 vybudoval prostorné ateliéry, které byly vybaveny vším potřebným pro monumentální sochy, oltáře, jejich dekoraci, loutky i pro restaurovaná díla, která byla poničena věkem nebo vandalismem. Spolu se svým bratrem Vojtěchem Kafkou a žáky, k nimž patřili Valerián Vavro a Karla Vobišová-Žáková, vytvořil stovky plastik, zejména chrámových soch Krista, Panny Marie či světců, reliéfů i drobných plastik k vybavení oltářů i kazatelen. Jsou provedeny v realistickém stylu či ve stylu pozdního nazarénství. Hlavní práce:
- Pomník legionáře v Červeném Kostelci
- Socha sv. Václava před kostelem v Hronově
- Sochy sv. Václava a Ludmily před kostelem v Červeném Kostelci
- Sochy Panny Marie a Ježíše Krista v kostele sv. Jana Křtitele ve Rtyni v Podkrkonoší
- Sochy sv. Cyrila a Metoděje v kostele sv. Cyrila a Metoděje v Praze-Karlíně (1934)
- Dřevěná plastika Kristus na kříži v katedrále svatého Mikuláše v Českých Budějovicích (1930)

### Ateliéry v Červeném Kostelci
Kafkovy ateliéry jsou dosud architektonicky krásnou stavbou uprostřed města, ale i funkčním centrem umělecké práce. Spolu s vilou a zahradou tvoří celek, který svou krásou a zajímavostí tvarů zdobí centrum města a neoddělitelně k němu patří.
Červenokostelecká vila a ateliér Břetislava Kafky v ulici Koubovka čp. 716 a 587 jsou od ledna 2018 chráněny jako kulturní památky.
Vila byla 11. června 2020 po rekonstrukci slavnostně otevřena. Je zde umístěna první část centra denních a terénních služeb sv. P. Pia v Červeném Kostelci.

## Parapsycholog a léčitel
Břetislav Kafka ve své knize Parapsychologie tvrdí, že je uznáván jako jeden ze spoluzakladatelů parapsychologie (dříve zvané psychotronika) a že svými experimenty dokázal, že duševní vlastnosti a schopnosti člověka jsou mnohem vyšší, než si do té doby kdokoli dokázal představit.

### Zjištěníhypnologickýchschopností
| „                                | Jednou jsme se s chlapci dohodli, že půjdeme na Podháj, kde byla taneční zábava. Trochu jsem se zdržel. Když jsem přišel do sálu, právě hrál „cimprkastl“. Uprostřed sálu jsem zahlédl, jak dva chlapci tlučou Taliána. Byli to naši chlapci, poznal jsem Karla a Frantíka. Silně jsem se na ně rozhorlil, vletěl jsem k nim, chytil je za ramena a poručil jim, aby Itala pustili, a odvedl jsem je k lavici u výčepního pultu s rozkazem: „Zde si sedněte a ani se nehněte!“ Moji chlapci svěsili hlavy, „cimpr“ opět spustil a všechno zase bylo v tanečním kole. Sotva jsem usedl ke stolu, vidím, jak ke mně přichází pěkně ustrojený pán a pravil mi: „Mladíku, pozoruji, jak jste na těchto chasnících použil hypnózy. Jednoho máte v kataleptickém stavu, je třeba ho probuditi.“ | “ |
| — Z Kafkova vlastního životopisu | |   |

V knize Svítání v duši Břetislava Kafky je uvedeno, že ředitel místní školy objevil jeho „hypnotizérské schopnosti“, když byl přítomen tomu, jak Kafka nevědomky zhypnotizoval své dva kolegy ze stavby přehrady (viz výše). Po základním školení v těchto fenoménech začal Kafka provádět pokusy v oboru sugesce a telepatie, zajímal se též o přírodní léčitelství. První experimenty s hypnózou praktikoval se subjekty, které získal mezi dělníky, a také veřejně v Hankově domě, kde hrával divadlo.

### Kafka – léčitel
Kafka byl úspěšným léčitelem a díky tomu se stával velmi populárním a oblíbeným v širém okolí. Své pacienty léčil, dle svého křesťanského přesvědčení, bezplatně. Postupy, kterými se jako úspěšný léčitel zabýval, byly založeny především na hypnotických, sugestivních a autosugestivních metodách. Důležitými komponenty však byly také recepty zdravé výživy, bylinky a často využíval též tělesný magnetismus. Dovedl též diagnostikovat na dálku, což bylo potvrzeno (dokonce byl odvezen do SSSR, kde byly jeho schopnosti zkoumány).

### Literární dílo
- Nové základy experimentální psychologie (první vydání v roce 1925), 15 vydání v češtině, překlady do dalších jazyků[10]
- Kultura rozumu a vůle: člověk zítřka
- Parapsychologie (vydáno v roce 1992)[11]

## Knihovna Břetislava Kafky
V rámci regionální konference Kladské pomezí – krajina příběhů dne 2. května 2016 byla Městská knihovna Červený Kostelec slavnostně přejmenována na Knihovnu Břetislava Kafky Červený Kostelec.